# Iluminação bissexual

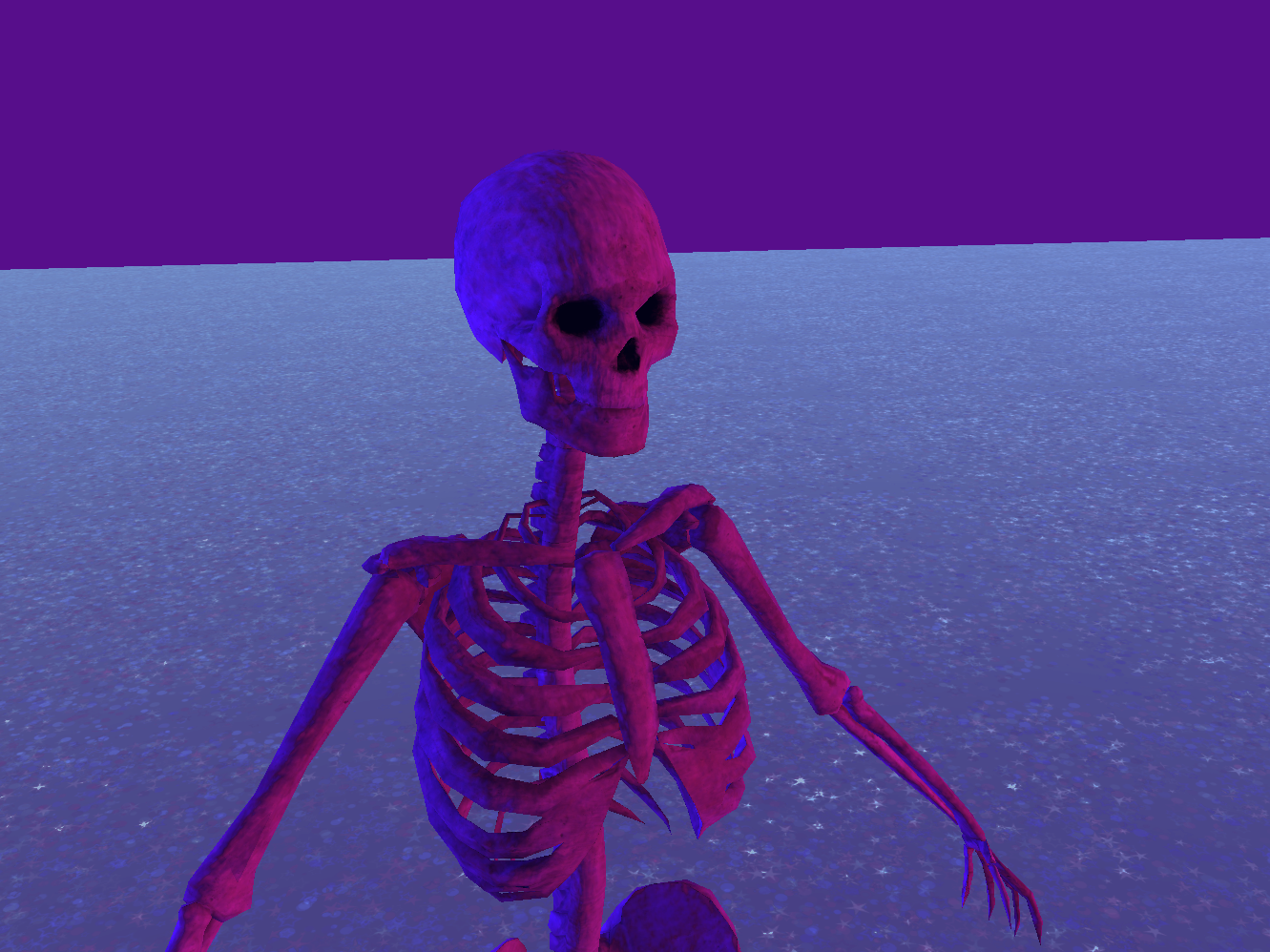
Uma renderização em 3D de um esqueleto apresentando iluminação bissexual

A iluminação bissexual é o uso simultâneo de luz rosa, roxa e azul para representar personagens bissexuais. Ela tem sido usada na iluminação de estúdio para cinema e televisão, como foi observada na cinematografia de vários filmes. Se a técnica existe como um fenômeno geral no cinema é contestado.
Alguns comentaristas apontaram o esquema de cores rosa e azul como apenas uma referência à estética dos anos 80. É uma reminiscência das luzes de néon e também está associada ao retrowave.

## Simbolismo

A bandeira do orgulho bissexual, que usa as cores rosa, roxo e azul

George Pierpoint, da BBC News, escreve que alguns usuários de redes sociais afirmam que a iluminação bissexual tem sido usada como um "dispositivo visual fortalecedor" que neutraliza a sub-representação percebida da bissexualidade na mídia visual. As cores podem ser uma referência direta à bandeira do orgulho bissexual. A tendência ganhou força na comunidade LGBT em 2017, particularmente nos sites de mídia social Twitter, Reddit e Pinterest. Sasha Geffen escreveu no Vulture.com que se tornou "sólido em seu significado", enquanto Nicky Idika do PopBuzz escreveu que agora "se tornou uma parte estabelecida da narrativa bissexual na mídia". E enquanto The Daily Dot questionou se "o significado estético ou cultural [veio] primeiro", também concluiu que a ideia "pegou". A Pantone selecionou "Ultra Violeta" como a cor de 2018 em um movimento que a BBC diz refletir o crescente uso do esquema.
Amelia Perrin criticou a tendência de usar tal iluminação quando personagens bissexuais aparecem na televisão e vídeos de música, argumentando no Cosmopolitan que essa imagem visual "perpetua estereótipos bissexuais". Perrin argumenta que esse tipo de iluminação geralmente é produzida por luzes de neon, que sugerem "clubes e pistas de dança" para o espectador, e isso implica que "ficar e relacionamentos bissexuais são apenas 'experimentos', e algo que só acontece quando você está bêbado em uma noite fora".
De acordo com Jessica Mason, do The Mary Sue, a cor púrpura - sendo uma combinação de várias cores puras e espectrais - historicamente tem sido usada para representar "realeza e o divino", bem como "magia, alienígenas e o desconhecido".

## Uso na mídia popular

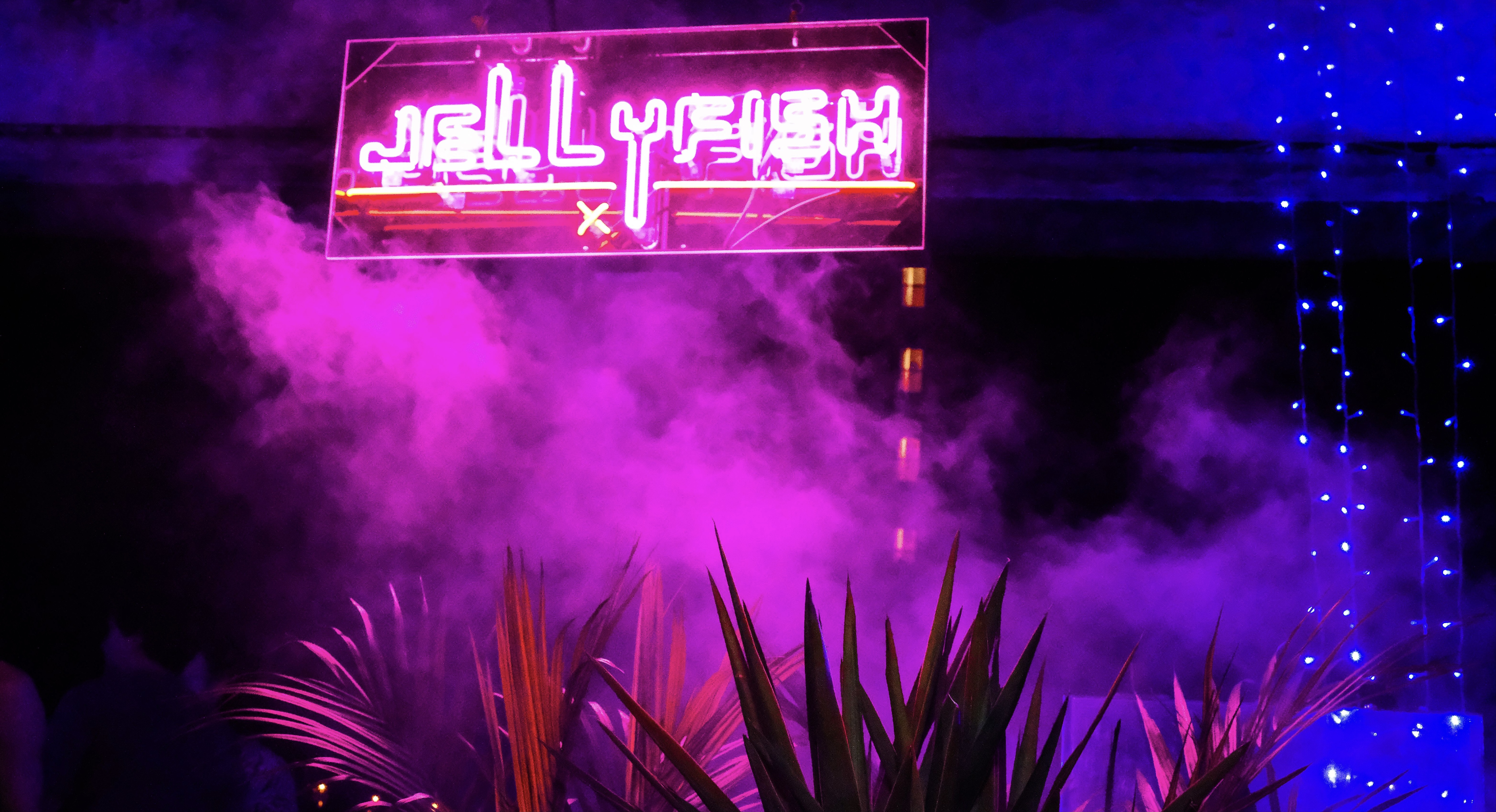
Uma festa dançante com iluminação bissexual

De acordo com Pierpoint, a estética visual pode ter sido usada já em 2014 na série de televisão Sherlock, fazendo referência aos especulados interesses ocultos do Dr. Watson. A iluminação tem sido usada em vários meios de televisão e cinema, normalmente em cenas com personagens bissexuais. Os filmes de Hollywood The Neon Demon, Atomic Blonde e Black Panther apresentam o uso de iluminação azul, rosa e roxa. Da mesma forma, o premiado episódio de Black Mirror "San Junipero" fez uso da estética visual. Mais tarde, as séries de televisão Riverdale e The Owl House, bem como o filme de 2020 Birds of Prey também foram declarados como sendo usados. O terceiro episódio de Loki apresenta essa iluminação em uma cena em que o personagem-título revela sua bissexualidade.
A iluminação bissexual também aparece nos videoclipes do "hino bi" de Janelle Monáe "Make Me Feel" e "Cool for the Summer" de Demi Lovato. Mostrando uso contínuo, o termo foi usado para descrever alguns dos visuais em "Panini" de Lil Nas X em setembro de 2019, e a presença da iluminação foi proposta pela Cosmopolitan como evidência para aprofundar as teorias dos fãs de uma leitura bissexual de Lover de Taylor Swift primeiro baseado em letras ambíguas.
Lara Thompson, professora de cinema na Middlesex University, argumentou que a iluminação bissexual não é bem conhecida, afirmando: "Eu teria que ver mais exemplos antes de ver a iluminação bissexual como um fenômeno totalmente convincente". De acordo com Lillian Hochwender escrevendo em Polygon, "A iluminação bi geralmente parece onipresente, mesmo quando não há um indício de bissexualidade à vista... Estas são as cores da magia na fantasia, as paisagens alienígenas na ficção científica e a iluminação neon de cenários cyberpunk e boates. Assim, enquanto os usuários do Twitter e críticos de mídia notaram a iluminação bi em John Wick 3, Blade Runner 2049, Color Out of Space de 2019 e Spider-Man: Into the Spider-Verse, muitas vezes há uma lógica menos gay para fazê-lo.
O uso de iluminação bissexual se tornou um meme popular em 2018, com vários tópicos no Twitter mostrando instâncias do esquema de iluminação se tornando virais, bem como fotografias de animais em iluminação bissexual sendo amplamente compartilhadas nas mídias sociais.
A estética vaporwave também foi usada em histórias em quadrinhos.